# Hans Joachim Hüttenrauch
Hans Joachim Hüttenrauch (* 20. Juni 1935 in Berlin; † 12. Juni 2002 in Köln) war ein deutscher Fernsehproduzent, Fernsehautor und Redakteur des Westdeutschen Rundfunks Köln (WDR).

## Leben
Nachdem er zunächst als Finanzbeamter tätig gewesen war, wechselte er zum Deutschen Fernsehfunk nach Ost-Berlin, wo er als Mitarbeiter im Bereich Unterhaltung die Verantwortung für verschiedene Sendungen innehatte. Dazu gehörten 1960 die Kabarettsendungen Bahnhöfliches und Lach Matt!. Zudem wurde er auch als Autor tätig. Kurz vor dem Mauerbau floh er in die Bundesrepublik Deutschland und betreute in der Folge beim Westdeutschen Rundfunk in Köln über Jahrzehnte hinweg zahlreiche Fernsehsendungen als Produzent, Redakteur und Autor. Nachdem er seit 1962 als Redakteur in der Unterhaltungsabteilung des WDR tätig gewesen war, wurde er 1980 zum Programmchef des regionalen Vorabendfernsters (Vorabendprogramm) in der ARD berufen.
Hans Joachim Hüttenrauch entwickelte gemeinsam mit Michael Pfleghar die Fernsehserie Klimbim und war auch für den WWF Club, der freitags live und vor Publikum im regionalen Vorabendprogramm des WDR im Ersten Deutschen Fernsehen ausgestrahlt wurde, verantwortlich. Daneben schuf er auch die Sendereihe Die fröhliche Weinrunde sowie die Talkreihe Kölner Treff und betreute Theo Lingens Fernsehserie Die Witzakademie. Als zuständiger Redakteur war er im Jahr 1973 an der Entwicklung und Realisation der Talkshow Je später der Abend beteiligt, mit der als Format damals im Fernsehen der Bundesrepublik Neuland betreten wurde. Darüber hinaus produzierte er neben seiner Autorentätigkeit zahlreiche weitere Sendungen.
Hüttenrauch starb 2002 im Alter von 66 Jahren in Köln. Seine Grabstätte befindet sich auf dem Kölner Melaten-Friedhof.

## Filmografie (Auswahl)

### Drehbuch
- 1964–1968: Die fröhliche Weinrunde (Fernsehshow)
- 1966: Der Varietéstar Otto Reutter (Fernsehfilm)
- 1967–1968: Die Witzakademie (Fernsehserie)
- 1969: Karneval in Köln (Übertragung Karnevalssitzung)
- 1976–1979: Klimbim (Fernsehserie) 11 Folgen

### Produzent
- 1964–1968: Die fröhliche Weinrunde (Fernsehshow)
- 1967–1968: Die Witzakademie (Fernsehserie)
- 1972: Die Ivan Rebroff Show (Fernsehshow)
- 1976–1979: Klimbim (Fernsehserie) 14 Folgen
- 1977: Morgen ist heute schon gestern (Silvestershow 1977/1978)[10]
- 1980–1990: WWF Club